# Komol Nagar Upazila
Komol Nagar Upazila är ett underdistrikt i Bangladesh. Det ligger i den sydöstra delen av landet, 110 km söder om huvudstaden Dhaka.
Trakten runt Komol Nagar Upazila består till största delen av jordbruksmark. Runt Komol Nagar Upazila är det tätbefolkat, med 982 invånare per kvadratkilometer.